# Correfoc

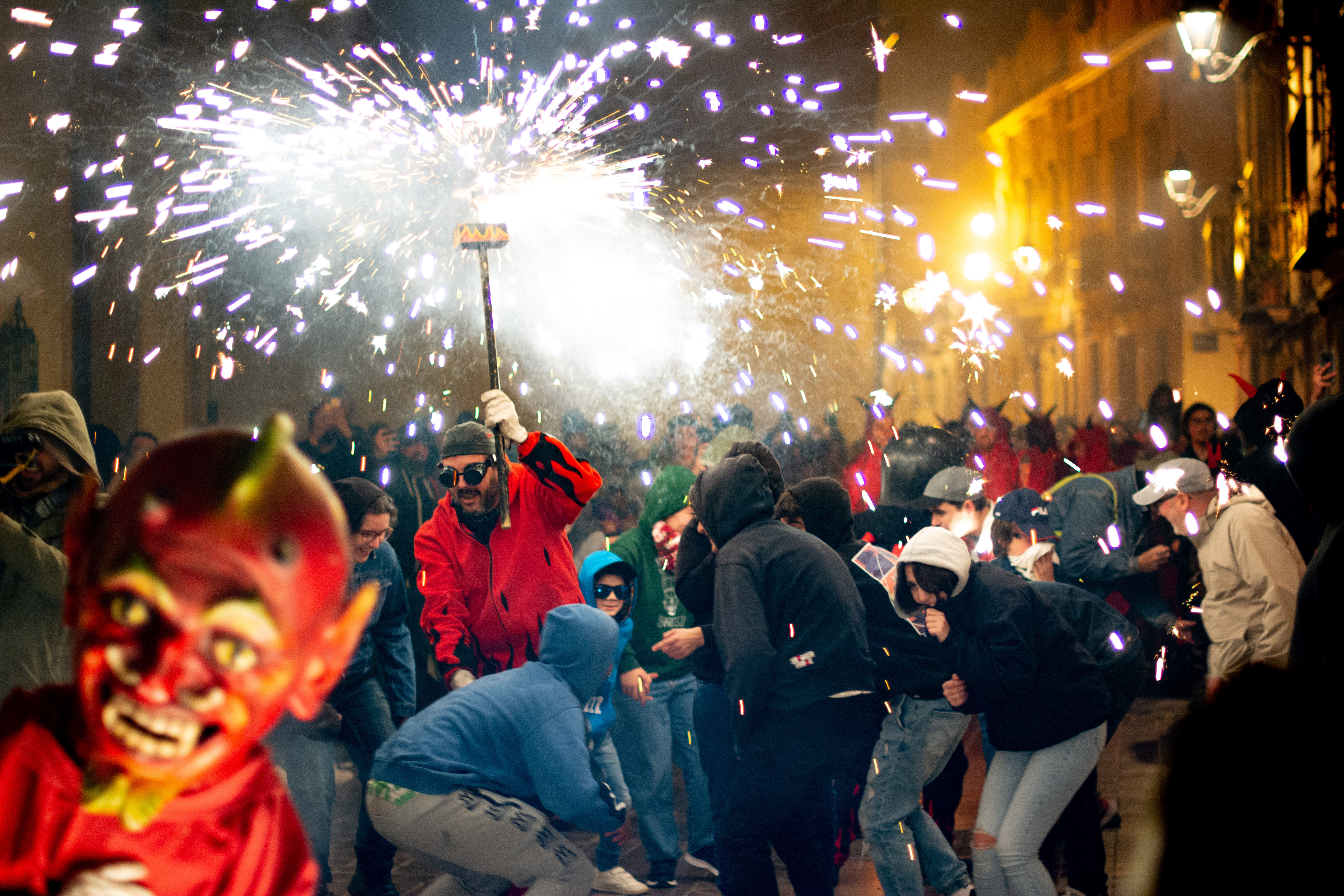
Il diavolo alza il forcone sopra le teste dei partecipanti e la testa gigante processionale del diavolo.

Il correfoc (in italiano "corsa di fuoco") è una manifestazione culturale popolare nella quale persone travestite da diavoli, draghi e altri personaggi della mitologia popolare corrono per le strade lanciando petardi, bengala e fuochi artificiali e ballando al ritmo di tamburi.
La tradizione dei correfocs è particolarmente sentita in Catalogna, nelle Baleari e nella Comunità Valenciana, sebbene presente nelle feste della regione Rossiglione, in Francia.
La storia dei correfocs risale al Ball de diables (in italiano "ballo di diavoli"), una tradizione catalana del XII secolo, e sembra che sia nata spontaneamente a Barcellona durante la festa della Mercè del 1978 quando il pubblico presente a un ballo di diavoli iniziò a partecipare attivamente allo spettacolo.
Il correfoc si svolge solitamente di notte e costituisce una parte essenziale di molte feste della Catalogna, come la Festa della Mercè di Barcellona, la Festa di Santa Tecla di Tarragona e la Festa di San Narciso a Girona.

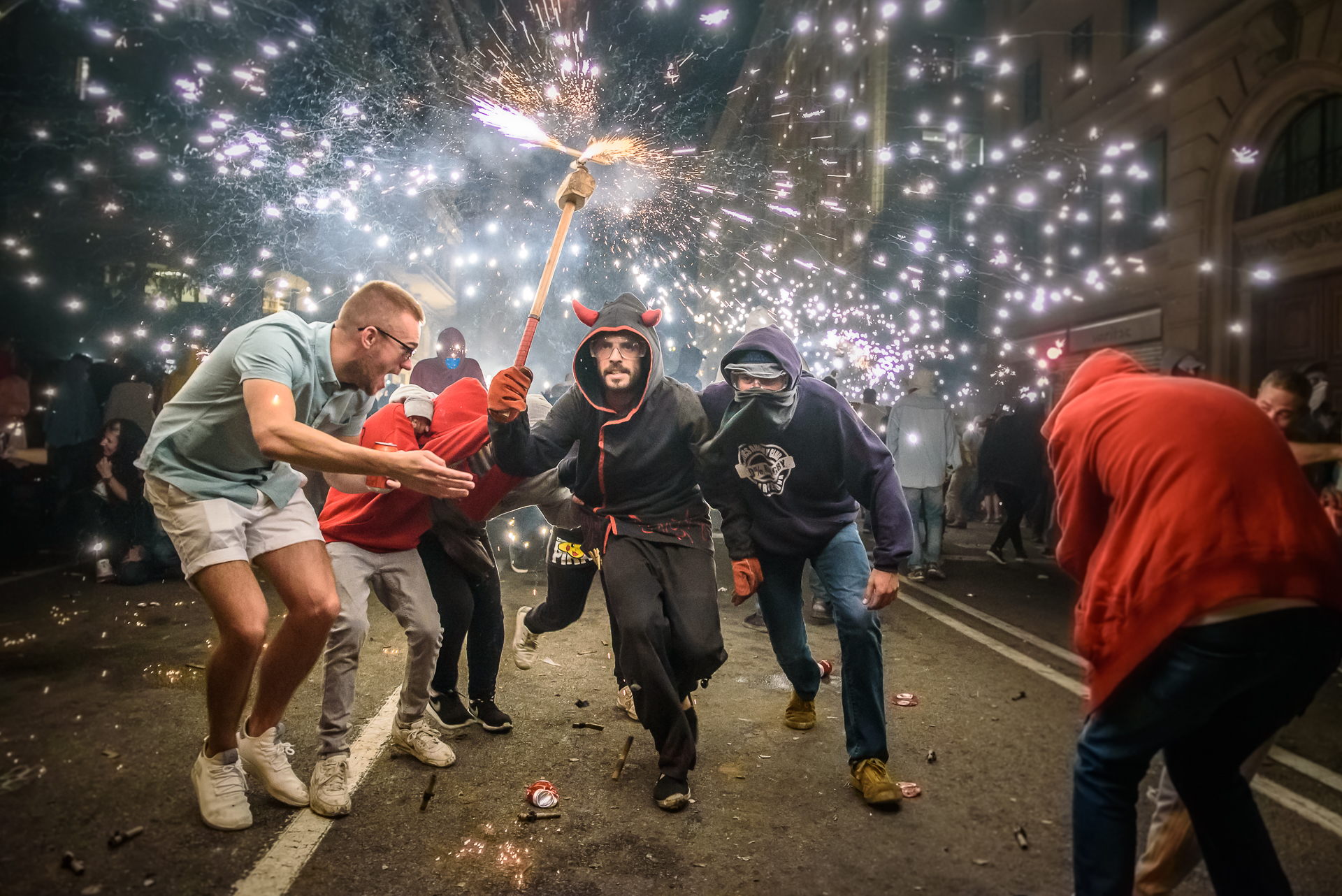
Correfoc alla Festa della Mercè del 2017

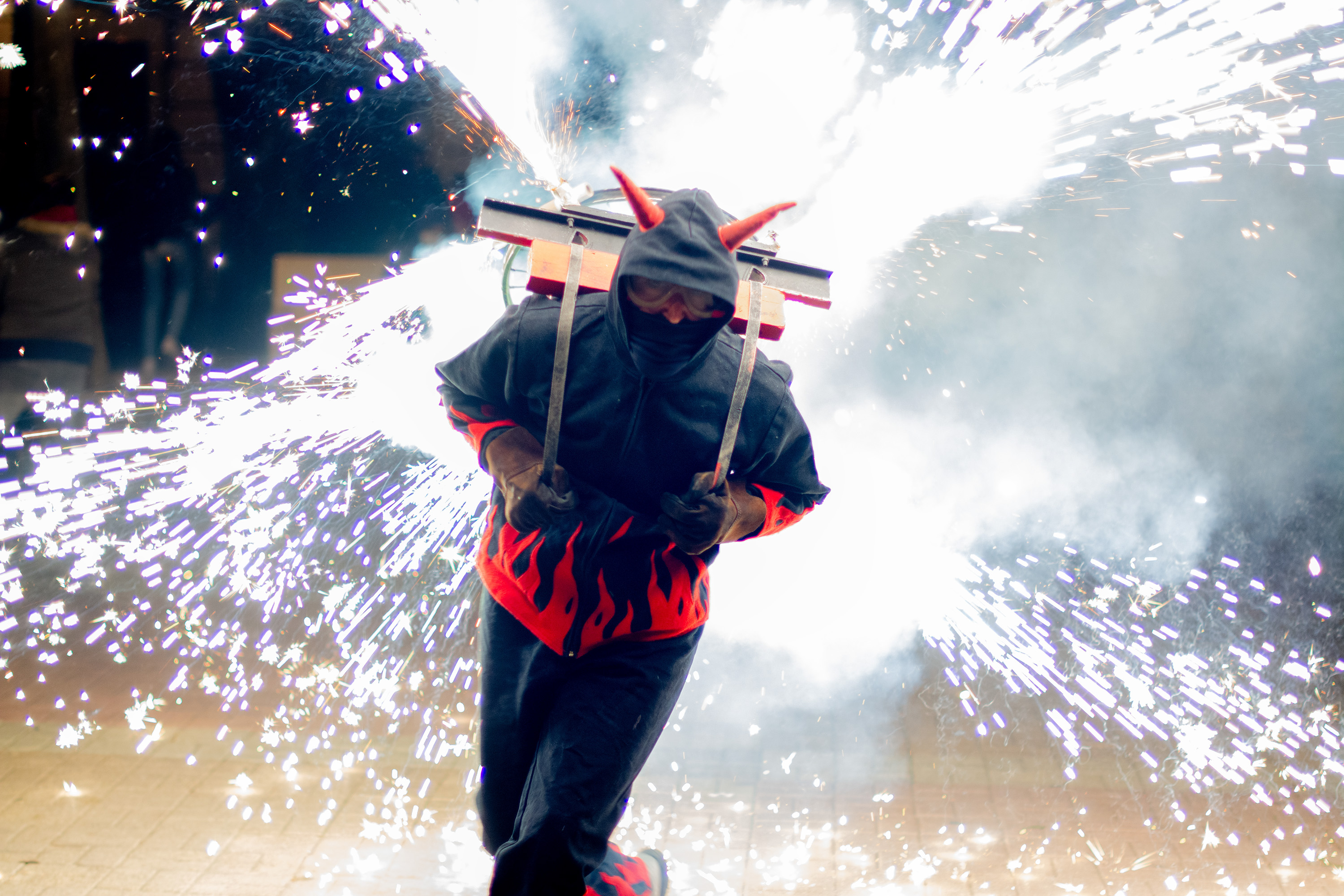
Diavolo che usa uno zaino dotato di fuochi d'artificio.